# Valentin Alberti
Valentin Alberti (Wleń, 15 de dezembro de 1637 — Leipzig, 19 de setembro de 1697) foi um teólogo luterano alemão.

## Obras selecionadas
- Compendium Juris Naturae, orthodoxae Theologiae conform.itum et in duas partes distrìbutum. Leipzig 1678, 1696
- Anonymi cuiusdam scriptum accuratissimum circa Jus Naturae et Gentium, in quo recentissimorum quorundam scriptorum opinione adducuntur, rejiciuntur et vera sententia statu-minatur. Jena 1684
- Epistola ad illustrem excellentissimumque Seckendorf-fium, com men turn Samuelis Pufendorfii de Invenusto Veneris Lipsiae pullo refutans. Leipzig 1688
- Judicium de nupero scripto Pufcndorfiano, quod disse rtatio epìstolica D. Josuae Schwartzü ad Privignum suum inscribitur. Leipzig 1688
- Tractatus de Cartesianismo et Coccejanismo. Leipzig. 1673, Wittenberg, 1701
- Gründliche Widerlegung eines päpstlichen Buches. Leipzig 1684
- Ausführliche Antwort auf Spener’s sogenannte gründliche Verteidigung seiner und der Pietisten Unschuld. Leipzig 1696